# Sørfold
Sørfold is een gemeente in de Noorse provincie Nordland. Bestuurlijk centrum is Straumen. De gemeente telde 1958 inwoners in januari 2017.
De voormalige gemeente Folden werd opgesplitst in Sørfold en Nordfold-Kjerringøy op 1 januari 1887.

## Plaatsen in de gemeente
- Røsvik
- Straumen

Alstahaug · Andøy · Beiarn · Bindal · Bø · Bodø · Brønnøy · Dønna · Evenes · Fauske · Flakstad · Gildeskål · Grane · Hadsel · Hamarøy · Hattfjelldal · Hemnes · Herøy · Leirfjord · Lødingen · Lurøy · Meløy · Moskenes · Narvik · Nesna · Øksnes · Rana · Rødøy · Røst · Saltdal · Sømna · Sørfold · Sortland · Steigen · Træna · Værøy · Vågan · Vefsn · Vega · Vestvågøy · Vevelstad

Fylker van Noorwegen